# Бахрушин, Алексей Александрович
Алексе́й Алекса́ндрович Бахру́шин (31 января [12 февраля] 1865 — 7 июня 1929) — русский купец, потомственный почётный гражданин Москвы, мануфактур-советник, меценат, благотворитель, собиратель театральной старины, создатель частного (впоследствии государственного) литературно-театрального музея, известного под его именем — Бахрушинского музея. Представитель московской династии Бахрушиных.

## Биография

### Молодость
Родился в Москве в семье купца Александра Алексеевича Бахрушина; имел двух старших братьев — Владимира и Сергея, и трёх сестёр — Клавдию, Веру и Марию. С ранних лет родители привили ему любовь к искусству, к театру. Его дед Алексей Фёдорович писал стихи, отец свободно владел иностранными языками. Многие родственники увлекались коллекционированием. Бахрушины были в старой Москве известными благотворителями. Будущий знаток театральной старины уже с шестилетнего возраста стал завсегдатаем Большого театра, потом — поклонником труппы Малого театра, а впоследствии сам пробовал играть на сцене Перловского театрального кружка.
Известно, что в 1876—1879 годах Алексей Бахрушин учился в частной гимназии Ф. Креймана (III—IV классы). В 1888 году включился в семейное дело — «Товарищество кожевенной и суконной мануфактуры Алексей Бахрушин и сыновья» и до 1890 года активно занимался торгово-промышленной деятельностью. Увлёкшись собирательством, Бахрушин посвящал ему всё больше времени и постепенно отошёл от дел. Однако после смерти старшего брата, он был вынужден возглавлять до 1917 года семейное дело. За свои промышленные достижения удостоился нескольких золотых медалей и ордена Св. Анны 3-й степени.
Важной стороной его деятельности была также общественная: он был членом Московского биржевого общества, членом Совета Русского театрального общества, почётным членом Совета Якиманского городского попечительства о бедных, членом Совета больницы и родильного приюта имени братьев Бахрушиных.
Также он был гласным Московской городской думы (1900—1916), в которой возглавлял комиссию по народным развлечениям. Комиссия приняла решение открыть в Москве 12 народных домов, заведовать которыми в 1915 году был уполномочен А. А. Бахрушин. Первым народным домом, открывшемся в декабре 1904 года — Введенским — Бахрушин заведовал ещё с 1906 года; его усилиями в нём был создан постоянный театральный коллектив, в котором работал Иван Мозжухин.
В 1904—1913 годах семья Бахрушина снимала дачу Н. Д. Телешова в Малаховке, где по инициативе и при финансовом участии А. А. Бахрушина была создана гимназия. В мае 1913 года Бахрушин стал владельцем собственного подмосковного имения: была куплена благоустроенная усадьба Афинеево в Верейском уезде. Перестройкой усадебного дома в ней занимался И. Е. Бондаренко. В 1916 году дом сгорел, и Бахрушины снимали дачу рядом — в деревне Малые горки.

### Семья
Жена: Вера Васильевна Носова (1875—1942), дочь купца В. Д. Носова. Венчание состоялось 19 апреля 1895 года в храме Троицы Живоначальной в Кожевниках.
Дети: Юрий (1896—1973), историк балета, Александр (1902—1905), Кира (1906—1968), в замужестве Сёмина.

### Коллекционирование
Коллекционировать начал под влиянием двоюродного брата, страстного собирателя Алексея Петровича Бахрушина. «Коллекционерские интересы лиц, бывавших у Алексея Петровича, передались и ему — он захотел обязательно собирать, что, почему, как — безразлично, но собирать — изучать и создать себе серьёзный интерес в жизни», — писал позднее его сын Юрий Алексеевич Бахрушин.
Первоначально Алексей Александрович собирал «восточные редкости» и реликвии эпохи Наполеона. Однажды в компании молодёжи двоюродный брат Алексея Александровича С. В. Куприянов хвастался собранными им разного рода театральными реликвиями — афишами, фотографиями, сувенирами, купленными у антикваров. Этот случай привёл Алексея Бахрушина к главному делу его собирательской деятельности:

«Вскоре театральное собирательство, — вспоминал его сын, — превратилось у него в страсть. Окружающие смотрели на это как на блажь богатого самодура, трунили над ним, предлагали купить пуговицу от брюк Мочалова или сапоги Щепкина.»

30 мая 1894 года владелец впервые показал своё театральное собрание ближайшим друзьям, а 29 октября того же года представил его для обозрения театральной общественности Москвы. С этого дня и началась биография первого московского литературно-театрального музея.

### Музей
Среди многочисленных коллекционеров своего времени Алексей Александрович Бахрушин отличался самостоятельностью в поисках. Он не довольствовался тем, что предлагали торговцы или другие собиратели раритетов. «Коллекционировать только через антикваров, — говорил он, — не выискивая самому, не интересуясь глубоко, — занятие пустое, неинтересное, а если собирать старину, то только при условии глубокого личного интереса к ней». Таким личным глубоким интересом к реликвиям театральной жизни Бахрушин обладал в самой высокой мере. Он целенаправленно вёл поиски, чтобы представить в своей коллекции всю историю отечественного театра, от зарождения до современности.
Собиратель раз в неделю обязательно бывал на Сухаревке, часто наведывался в антикварные лавки Н. Г. Африканова и В. И. Лекатто, регулярно переписывался с петербургским антикваром М. М. Савостиным. Благодаря Савостину он приобрёл много реликвий деятелей петербургских театров, в частности, получил архив актёра и театрального собирателя И. Ф. Горбунова.
В поисках экспонатов Алексей Александрович Бахрушин не раз совершал длительные путешествия по России, из которых привозил не только театральные раритеты, но и произведения народного искусства, мебель, старинные русские костюмы.
Бывая за границей, Алексей Александрович непременно обходил антикварные магазины. В начале XX в. он трижды предпринимал специальные поездки для пополнения разделов по истории западноевропейского театра. Из-за границы он привёз личные вещи французской актрисы Марс, коллекцию масок итальянского театра комедии, многие редчайшие музыкальные инструменты.
Одним из основных источников пополнения коллекции были дары. «Лицедействующей братии», по словам антиквара М. М. Савостина, идея Бахрушина о создании театрального музея так пришлась по душе, что многие «безданно и беспошлинно» присылали ему в подарок редкие фотографии, автографы, мемориальные вещи. Притоку даров способствовали и снискавшие немалую популярность в театральных кругах Москвы «Бахрушинские субботы». На «огонёк» к Бахрушину собирались известные актёры и режиссёры: здесь бывали А. И. Южин, А. Л. Ленский, М. Н. Ермолова, Г. Н. Федотова, Ф. И. Шаляпин, Л. В. Собинов, К. С. Станиславский, В. И. Немирович-Данченко. По сложившейся традиции сюда приходили не с пустыми руками. Так, прославленная актриса Малого театра Гликерия Николаевна Федотова передала Бахрушину все свои реликвии и памятные подарки, полученные за годы сценической жизни.
Свой музей Алексей Александрович Бахрушин называл литературно-театральным. В обширном и многообразном его собрании выделялись три раздела — литературный, драматический и музыкальный.
В литературном разделе были собраны редкие издания пьес Я. Б. Княжнина, А. П. Сумарокова, А. С. Пушкина, А. С. Грибоедова, Н. В. Гоголя, А. Н. Островского. Немалый интерес представляли и сочинения по истории театра, театральные альманахи, журналы, сборники. Здесь были письма, записные книжки, дневники известных деятелей отечественной культуры: А. С. Грибоедова, И. И. Лажечникова, М. М. Хераскова, Н. В. Гоголя, А. Н. Верстовского, А. Ф. Писемского, П. А. Каратыгина, Н. Г. Помяловского. Коллекция рукописей включала свыше тысячи наименований.
В драматическом разделе были собраны декорации, афиши и программы, портреты и скульптурные изображения актёров и драматургов, предметы театрального быта. Среди произведений декораторов хранились работы двух крупнейших театральных художников конца XIX — начала XX в. — К. А. Коровина и А. Я. Головина. Были здесь и народные картинки с изображениями «бесовских потех».
Особую ценность представляли личные вещи многих прославленных актёров, в частности В. Н. Асенковой, А. П. Ленского, М. С. Щепкина, знаменитого антрепренёра и актёра П. М. Медведева. У Бахрушина была полная обстановка кабинета В. Ф. Комиссаржевской, гримёрная К. А. Варламова. Изюминка собрания — коллекция балетных туфелек со времён Тальони до Павловой. А также подношения актёрам: юбилейные венки, поздравительные ленты, адреса, бенефисные подарки. В драматическом разделе находилась, кроме того, изумительная по богатству портретная галерея: здесь рисунки, гравюры, литографии, живописные и скульптурные произведения, большая коллекция фотографий, причём не только отдельные портреты актёров, но и большое количество запечатлённых фотографами сцен из спектаклей.
Театральный быт представлен предметами, сопутствующими завзятым театралам, в том числе — уникальной коллекцией зрительских трубочек и театральных биноклей. Музыкальный отдел состоял из инструментов разных времён и народов: славянские гусли, румынская кобза, европейская мандолина, китайская флейта и даже африканские трубы.
Бахрушинское собрание приобрело широкую известность. К нему обращались учёные, историки театра, издатели, режиссёры. И все получали здесь необходимые материалы и советы. Свою коллекцию Алексей Александрович не раз представлял на выставках — к юбилею П. С. Мочалова (Москва, 1896), Всемирной выставке в Париже (1900), Первой русской театральной выставке в Петербурге (1908), Второй русской театральной выставке в Москве (1909). Когда в 1899 г. в Ярославле отмечалось 150-летие русского театра, выставка, подготовленная к этому юбилею, почти на треть состояла из экспонатов бахрушинского собрания. Уже в 1907 году столичные газеты писали о музее А. А. Бахрушина: «Целая стена увешена эскизами декораций Врубеля, Аполлинария Васнецова, Константина Коровина, Головина».
Музей размещался в особняке владельца на Лужнецкой улице, построенном в 1896 году по проекту архитектора К. К. Гиппиуса. Ещё при закладке дома хозяин предусмотрел для размещения коллекций три полуподвальные большие комнаты. Однако когда строительство было завершено и музейные комнаты заполнились экспонатами, то вскоре и все остальные помещения полуподвала оказались переполненными театральной стариной. «Затем дело дошло до жилого верха, постепенно превращавшегося в музей, — вспоминал сын коллекционера, — потом начали сворачиваться служебно-хозяйственные комнаты, за ними последовали детские апартаменты, был занят коридор, буфетная и, наконец, даже конюшня и каретный сарай. Не надо забывать при этом, что с 1913 года дед отдал в распоряжение отца соседний дом, в котором когда-то я родился, и он был также забит вещами, книгами и прочими материалами».
Верным помощником в собирательской деятельности Алексея Александровича Бахрушина была его жена Вера Васильевна. Она приводила в порядок газетные вырезки, афиши, программы, помогала отбирать вещи на выставки, устраивать экспозиции.
Собрание Бахрушина стало столь обширным, что владелец начал задумываться о его дальнейшей судьбе. Алексею Александровичу хотелось сделать его достоянием Москвы. «Как гласный Думы он предложил передать свой музей в собственность Московского городского самоуправления. Но маститые отцы города, лишь заслышав об этом, стали всячески отмахиваться от этой напасти. „Что вы?! Мы с третьяковским и солдатенковским собраниями достаточно горя хлебнули. А тут вы ещё с вашим! Увольте, Христа ради!..“ Отец был в отчаянии — огромное собрание, уже тогда стоившее сотни тысяч, предлагаемое бесплатно государственным учреждениям, оказывалось никому не нужным. Сломить чиновничью косность оказалось невозможным», — вспоминал Ю. А. Бахрушин.
К счастью, в 1909 году бахрушинской коллекцией заинтересовалась Академия наук. 25 ноября 1913 года состоялся торжественный акт передачи собрания Академии наук. Было создано Правление музея во главе с жертвователем, признававшимся пожизненным почётным попечителем музея. В 1915 году жертвователь был удостоен ордена Св. Владимира 4-й степени.
Музей, созданный Алексеем Александровичем Бахрушиным, существует и поныне (ул. Бахрушина, д. 31/12). Он, как и прежде, располагается в старом здании. Это одна из немногих коллекций старой Москвы, уцелевшая до наших дней.

### Смерть
Бахрушин оставался во главе музея и после 1917 года, до самой смерти. Умер в подмосковной усадьбе Малые Горки близ станции Апрелевка Киевского направления Московской железной дороги 7 июня 1929 года. Похоронен на Ваганьковском кладбище (2-й уч.).

## Память
- Лужнецкой улице, на которой находится Театральный музей им. А. А. Бахрушина, в 1959 году присвоено имя его основателя.
- В 1967 году на здании, в котором с 1896 по 1929 год жил и работал А. А. Бахрушин (ул. Бахрушина, д. 31/12, стр. 1), установлена мемориальная доска[7].
- В 1982 году на территории Театрального музея им. А. А. Бахрушина (ул. Бахрушина, д. 31/12, стр. 3) установлен бюст его основателю (скульптор: Л. Л. Берлин)[8].